# Quận Prairie, Montana
Quận Prairie là một quận thuộc tiểu bang Montana, Hoa Kỳ. Quận lỵ đóng ở , Montana6. Quận được đặt tên theo. Dân số theo điều tra năm 2000 của Cục điều tra dân số Hoa Kỳ là người.

## Địa lý
Theo Cục điều tra dân số Hoa Kỳ, quận này có diện tích km2, trong đó có km2 là diện tích mặt nước.

## Thông tin nhân khẩu
Theo điều tra dân số 2 năm 2000, quận này đã có dân số 1.199 người, 537 hộ gia đình, và 354 gia đình sống trong quận hạt. Mật độ dân số là <1/km ² (<1/sq mi). Có 718 đơn vị nhà ở mật độ trung bình của <1/km ² (<1/sq mi). Thành phần chủng tộc của cư dân sinh sống trong quận gồm 98,00% người da trắng, 0,50% người Mỹ bản xứ, 0,17% ở châu Á, 0,17% từ các chủng tộc khác, và 1,17% từ hai hoặc nhiều chủng tộc. 0,67% dân số là người Hispanic hay Latino thuộc một chủng tộc nào. 43,8% là người gốc Đức, 12,4% người Ailen, Na Uy 11,9% và 7,0% gốc tiếng Anh theo điều tra dân số năm 2000. 97,8% nói tiếng Anh và 2,2% tiếng Đức là ngôn ngữ đầu tiên của họ.
Có 537 hộ, trong đó 22,30% có trẻ em dưới 18 tuổi sống chung với họ, 61,10% là đôi vợ chồng sống với nhau, 2,40% có một chủ hộ nữ không có mặt chồng, và 33,90% là không lập gia đình. 31,30% hộ gia đình đã được tạo ra từ các cá nhân và 17,30% có người sống một mình65 tuổi hoặc cao hơn. Cỡ hộ trung bình là 2,19 và cỡ gia đình trung bình là 2,74.
Trong dân số quận đã được trải ra với 18,70% dưới độ tuổi 18, 4,30% 18-24, 20,00% 25-44, 32,90% từ 45 đến 64, và 24,10% từ 65 tuổi trở lên người. Độ tuổi trung bình là 49 năm. Đối với mỗi 100 nữ có 106,70 nam giới. Đối với mỗi 100 nữ 18 tuổi trở lên, đã có 106,10 nam giới.
Thu nhập trung bình cho một hộ gia đình trong quận đạt mức USD 25.451, và thu nhập trung bình cho một gia đình là USD 32.292. Phái nam có thu nhập trung bình USD 22.424 so với 18.833 USD đối với phái nữ. Thu nhập bình quân đầu người là 14.422 USD. Có 13,30% gia đình và 17,20% dân số sống dưới mức nghèo khổ, bao gồm 23,60% những người dưới 18 tuổi và 15,50% của những người 65 tuổi hoặc cao hơn.